# Aetoxylon
Aetoxylon es un género monotípico de plantas  pertenecientes a la familia Thymelaeaceae. Su única especie:  Aetoxylon sympetalum es originaria de Borneo, Kalimantan y Sarawak.

## Taxonomía
Aetoxylon sympetalum fue descrita por (Steenis & Domke) Airy Shaw y publicado en Kew Bulletin 5(1): 145, en el año 1950. (19 de mayo de 1950)
Sinonimia
- Gonystylus sympetala Steenis & Domke basónimo[2]